# Ендрю Вейн
Ендрю Пол Вейн (англ. Andrew Paul Waine; нар. 24 лютого 1983, Манчестер, Англія) — англійський футболіст, півзахисник.

## Життєпис
Народився в Манчестері, футбольну кар'єру розпочав у «Бернлі». У сезоні 2002/03 років зіграв 2 поєдинки в Першому дивізіоні Футбольної ліги. Виступав за юнацькі команди Бернлі з 1999 року, у першій команді дебютував 19 квітня 2003 року, вийшовши на поле в другому таймі переможного (2:0) поєдинку проти «Джиллінгема», замінивши Роббі Блейка. Востаннє за клуб зіграв 4 травня 2003 року, вийшовши на футбольне поле в другому таймі програного (1:2) поєдинку проти «Вімблдона».
Влітку 2003 року отримав від «Бернлі» статус вільного агента та перейшов до «Аккрінгтон Стенлі» з Національної конференції. Проте й у новому клубі не отримував ігрової практики, 25 серпня 2003 року замінив у другому таймі переможного (1:0) поєдинку проти «Скарборо» Лютела Джеймса. Цей матч виявився єдиним у складі «Аккрінгтон Стенлі», який незабаром надав Ендрю статус вільного агента, після чого він приєднався до «Гайд Юнайтед» з Північної Прем'єр-ліги. Дебютував за нову команду 15 грудня 2003 року в поєдинку проти «Колвін-Бей», а дебютним голом відзначився в програному (3:4) поєдинку проти «Уїттон Альбон». У футболці клубу зіграв 38 матчів, в яких відзначився 3-а голами. Востаннє футболку «Гайд Юнайтед» одягав 5 лютого 2005 року, вийшовши на заміну в програному (0:3) фінальному поєдинку Трофею ФА проти «Герефорд Юнайтед».